# توني كيلي
توني كيلي (بالإنجليزية: Tony Kelly)‏ (1 أكتوبر 1964 في المملكة المتحدة - ) هو لاعب كرة قدم بريطاني في مركز الوسط. لعب مع بورت فايل وبولتون واندررز وستوك سيتي وشروزبري تاون وكولتشستر يونايتد ونادي بيتربورو يونايتد ونادي سليغو روفرز ونادي ميلوول ووست بروميتش ألبيون وويغان أتلتيك ونادي تشستر سيتي ونادي ألترينتشام.

## وصلات خارجية
- توني كيلي على موقع قاعدة بيانات كرة القدم.إي يو (الإنجليزية)
- توني كيلي على موقع Soccerbase.com (لاعب) (الإنجليزية)